# Índice de competitividad en viajes y turismo
El índice de competitividad en viajes y turismo (Inglés: Travel and Tourism Competitiveness Index, siglas TTCI), traducido también como índice de competitividad turístico, fue desarrollado y publicado por primera vez en 2007 por el Foro Económico Mundial (FEM). El informe del TTCI de 2007 cubrió 124 países. El informe de 2008 aumentó para 130 el número de países evaluados, 133 países en 2009, y 139 países en 2011. El índice es una medida de los factores que hacen atractivo realizar inversiones o desarrollar negocios en el sector de viajes y turismo de un país específico, en consecuencia, no se debe confundir este índice como una medida de la atractividad del país como destino turístico.
El concepto de competitividad turística comprende dos enfoques: el de producto y el netamente empresarial. La competitividad del producto es la capacidad de que un atractivo turístico conjugue a su alrededor unas condiciones que lo diferencien y lo hagan ofertable con posibilidades de venta. Por consiguiente, la competitividad del producto se refiere no solo a la calidad del recurso turístico en sí, sino también a los factores que lo diferencian y que lo hacen deseable para los turistas. Entre estos factores se incluye la accesibilidad, la infraestructura, la planta turística, la relación calidad/precio, la seguridad, la imagen y la calidad de la superestructura. </ref> https://www.atlantico.gov.co/index.php/glosario-de-terminos/405-desarrollo-economico/15117-competitividad-turistica#:~:text=El%20concepto%20de%20competitividad%20tur%C3%ADstica,ofertable%20con%20posibilidades%20de%20venta. </ref> 
En el informe anual se clasifican los países seleccionados de acuerdo con el Índice de Competitividad en Viajes y Turismo (TTCI), con una calificación de 1 a 6, la cual refleja el desempeño de cada país para cada subíndice específico. La nota 6 es la máxima calificación posible. El índice general se compone de tres sub-índices principales: (1) marco regulador; (2) ambiente de negocios e infraestructura; y (3) recursos humanos, culturales y naturales
En cada informe anual también se incluye un perfil específico para cada país evaluado, denominado Perfil de País, que incluye las calificaciones individuales recibidas en cada variable utilizada para calcular su TTCI. El perfil tiene información adicional clave sobre indicadores económicos del país según las estadísticas del Banco Mundial, así como indicadores de la Organización Mundial del Turismo y del Consejo Mundial del Viaje y el Turismo (en inglés: World Travel and Tourism Council)

## Variables
Para el cálculo del índice de 2008, cada uno de los tres sub-índices principales se compone de la calificación de las siguientes 14 variables, denominadas pilares. En esta versión del informe del TTCI se introdujeron algunos cambios en la definición de las variables con respecto a las definiciones del índice de 2007. En primer lugar, el antiguo pilar “regulación ambiental” fue mejorado con la colaboración de la Unión Internacional para la Conservación de la Naturaleza (IUCN) y de la Organización Mundial del Turismo (OMT), y para el análisis de 2008 este pilar fue renombrado como “sustentabilidad ambiental”, con el fin de reflejar mejor las variables que lo componen y así capturar la cada vez más reconocida importancia de la sostenibilidad en el desarrollo del sector turístico. En segundo lugar, el pilar del índice de 2007 denominado “recursos naturales y culturales”, fue dividido en dos subcomponentes separados: “recursos naturales” y “recursos culturales”, lo que elevó de 13 a 14 el número de pilares considerados en el índice de 2008. Esta separación permite hacer la diferencia en la evaluación de aquellos países donde no necesariamente se ofrezca los dos recursos al mismo tiempo, y prevé la diferenciación de las fortalezas o debilidades que un país dado pueda tener en cada uno de estos recursos. El modelo utilizado para calcular el índice de 2008 también fue mejorado con mejores datos y con la introducción de nuevos conceptos para los pilares previamente definidos.
| Marco regulador                           | Ambiente de negocios e infraestructura                  | Recursos humanos, culturales y naturales |
| Políticas y regulaciones                  | Infraestructura del transporte aéreo                    | Recursos humanos                         |
| Sostenibilidad ambiental                  | Infraestructura de transporte terrestre                 | Afinidad por el turismo                  |
| Seguridad ciudadana                       | Infraestructura de turismo                              | Recursos naturales                       |
| Salud e higiene                           | Infraestructura informática y de comunicaciones         | Recursos culturales                      |
| Prioridad para el sector viajes y turismo | Competitividad del precio en el sector viajes y turismo |                                          |

## TTCI 2011 - Clasificación por categorías

### Los 20 mejores países del mundo
2015
España  5.31
Francia 5.24
Alemania 5.22
Estados Unidos 5.12
Reino Unido 5.12
Suiza 4.99
Australia 4.98
Italia 4.98
Japón 4.94
Canadá 4.92
| 1. Suiza 5.68 2. Alemania 5.50 3. Francia 5.41 4. Bélgica 5.41 5. Suecia 5.34 6. Estados Unidos 5.30 7. Reino Unido 5.30 8. España 5.29 9. Canadá 5.29 10. Singapur 5.23 | 1. Islandia 5.19 2. Hong Kong 5.19 3. Australia 5.15 4. Países Bajos 5.13 5. Rusia 5.08 6. Dinamarca 5.05 7. Finlandia 5.02 8. Portugal 5.01 9. Nueva Zelanda 5.00 10. Noruega 4.98 |

### Los 10 mejores por continente
El número en paréntesis corresponde a la posición del país en la clasificación a nivel mundial en 2011.
| 1. Emiratos Árabes Unidos 4.47 (40) 2. Catar 4.45 (42) 3. Israel 4.41 (46) 4. Túnez 4.39 (47) 5. Mauritius 4.35 (53) 6. Omán 4.18 (61) 7. Arabia Saudita 4.17 (62) 8. Jordania 4.14 (64) 9. Sudáfrica 4.11 (66) | 1. Estados Unidos 5.30 (6) 2. México ? (22) 3. Barbados 4.84 (28) 4. Canadá 4.43 (?) 5. Costa Rica 4.43 (44) 6. Puerto Rico 4.42 (45) 7. Brasil 4.36 (52) 8. Panamá 4.30 (56) 9. Chile 4.27 (57) 10. Ecuador 4.24 (58) | 1. Singapur 5.23 (10) 2. Hong Kong 5.19 (12) 3. Australia 5.15 (13) 4. Nueva Zelanda 5.00 (19) 5. Japón 4.94 (22) 6. Corea del Sur 4.71 (32) 7. Malasia 4.59 (35) 8. Taiwán 4.56 (37) 9. China 4.47 (39) 10. Tailandia 4.47 (41) | 1. Suiza 5.68 (1) 2. Alemania 5.50 (2) 3. Francia 5.41 (3) 4. Bélgica 5.41 (4) 5. Suecia 5.34 (5) 6. Reino Unido 5.30 (7) 7. España 5.29 (8) 8. Grecia 5.19 (11) 9. Países Bajos 5.13 (14) 10. Rusia 5.08 (15) |

### Clasificación de los países deLatinoamérica
El número en paréntesis corresponde a la posición del país en la clasificación a nivel mundial.
| 1. México 4.43 (43) 2. Costa Rica 4.43 (44) 3. Puerto Rico 4.42 (45) 4. Nicaragua 4.43 (50) 5. Brasil 4.36 (52) 6. Panamá 4.30 (56) 7. Chile 4.27 (57) 8. Ecuador 4.24 (58) 9. Argentina 4.20 (60) 10. República Dominicana 3.99 (72) | 1. Colombia 3.94 (77) 2. Guatemala 3.82 (86) 3. Uruguay 3.79 (87) 4. Honduras 3.79 (88) 5. El Salvador 3.68 (96) 6. Perú 4.04 (100) 7. Venezuela 3.46 (106) 8. Bolivia 3.35 (117) 9. Paraguay 3.26 (123) |

## TTCI 2009 - Clasificación por categorías

### Los 20 mejores países del mundo
| 1. Suiza 5.68 2. Austria 5.46 3. Alemania 5.41 4. Francia 5.34 5. Canadá 5.32 6. España 5.29 7. Suecia 5.28 8. Estados Unidos 5.28 9. Australia 5.24 10. Singapur 5.24 | 1. Reino Unido 5.22 2. Hong Kong 5.18 3. Países Bajos 5.09 4. Dinamarca 5.08 5. Finlandia 5.07 6. Islandia 5.07 7. Portugal 5.01 8. Irlanda 4.99 9. Noruega 4.97 10. Nueva Zelanda 4.94 |

### Los 10 mejores por continente
El número en paréntesis corresponde a la posición del país en la clasificación a nivel mundial en 2009.
| 1. Emiratos Árabes Unidos 4.57 (33) 2. Israel 4.50 (36) 3. Catar 4.49 (37) 4. Mauricio 4.43 (40) 5. Bahrain 4.42 (41) 6. Túnez 4.37 (44) 7. Jordania 4.25 (54) 8. Sudáfrica 4.10 (61) 9. Egipto 4.09 (64) 10. Omán 4.01 (68) | 1. Canadá 5.32 (5) 2. Estados Unidos 5.28 (8) 3. Barbados 4.77 (30) 4. Costa Rica 4.42 (42) 5. Brasil 4.35 (45) 6. México 4.29 (51) 7. Puerto Rico 4.27 (53) 8. Panamá 4.23 (55) 9. Chile 4.18 (57) 10. Jamaica 4.13 (60) | 1. Australia 5.24 (9) 2. Singapur 5.24 (10) 3. Hong Kong 5.18 (12) 4. Nueva Zelanda 4.94 (20) 5. China 4.90 (22) 6. Japón 4.91 (25) 7. Corea del Sur 4.72 (31) 8. Malasia 4.71 (32) 9. Tailandia 4.45 (39) 10. Taiwán 4.40 (43) | 1. Suiza 5.68 (1) 2. Austria 5.46 (2) 3. Alemania 5.41 (3) 4. Francia 5.34 (4) 5. España 5.29 (6) 6. Suecia 5.28 (7) 7. Reino Unido 5.22 (11) 8. Países Bajos 5.09 (13) 9. Dinamarca 5.08 (14) 10. Finlandia 5.07 (15) |

### Clasificación de los países deLatinoamérica
El número en paréntesis corresponde a la posición del país en la clasificación a nivel mundial.
| 1. Costa Rica 4.42 (42) 2. Brasil 4.35 (45) 3. México 4.29 (51) 4. Puerto Rico 4.27 (53) 5. Panamá 4.23 (55) 6. Chile 4.18 (57) 7. Uruguay 4.09 (63) 8. Argentina 4.08 (65) 9. República Dominicana 4.03 (67) 10. Guatemala 3.90 (70) | 1. Colombia 3.89 (72) 2. Perú 3.88 (74) 3. Honduras 3.77 (83) 4. El Salvador 3.63 (94) 5. Ecuador 3.62 (96) 6. Nicaragua 3.49 (103) 7. Venezuela 3.46 (104) 8. Bolivia 3.33 (114) 9. Paraguay 3.16 (122) |

- Países de América Latina que no fueron evaluados en 2009